# Уланське
Ула́нське (каз. Ұлан) — село у складі Уланського району Східноказахстанської області Казахстану. Адміністративний центр Єгінсуського сільського округу.
Населення — 1039 осіб (2021; 1147 у 2009, 1546 у 1999, 1796 у 1989).
Національний склад станом на 1989 рік:
- казахи — 100 %